# Ghilăvești, Bacău
Ghilăvești este un sat în comuna Vultureni din județul Bacău, Moldova, România. La recensământul din 2002 avea o populație de 250 locuitori.